# 维勒萨维耶
维勒萨维耶是法国滨海夏朗德省的一个市镇，位于该省东南部，属于容扎克区。该市镇总面积9.97平方公里，2009年时的人口为272人。

## 人口
维勒萨维耶（Villexavier）人口变化图示